# Ikki Mandara
Ikki Mandara (一輝まんだら, Ikki Mandara) est un shōnen d'Osamu Tezuka prépublié entre septembre 1974 et avril 1975 dans le magazine Weekly Shōnen Sunday et publié en 1979 par l'éditeur Daitosha. La version française est éditée en décembre 2008 par Kana.

## Publication
Le manga fut réédité plusieurs fois, notamment par Kōdansha dans la collection des Œuvres complètes de Tezuka en deux volumes reliés entre décembre 1983 et mars 1984 puis au format bunko en deux volumes en décembre 2010.

### Liste des volumes
| no | Japonais         | Japonais          | Français        | Français      |
| no | Date de sortie   | ISBN              | Date de sortie  | ISBN          |
| -- | ---------------- | ----------------- | --------------- | ------------- |
| 1  | 12 décembre 1983 | 978-4-06-173282-7 | 5 décembre 2008 | 9782505004516 |
| 2  | 12 mars 1984     | 978-4-06-173283-4 |                 |               |

### Liste des chapitres
Première partie
- Prologue - Le paradis du gouvernement éclairé
- Chapitre 1 - Les Boxers
- Chapitre 2 - Brûlures
- Chapitre 3 - Extermination
- Chapitre 4 - Sur les rives du Baihe
- Chapitre 5 - Le pot de terre contre le pot de fer
- Chapitre 6 - Métamorphose
- Chapitre 7 - L'âme de l'Empereur Jaune
- Chapitre 8 - Au Japon (1)

Deuxième partie
- Chapitre 9 - Au Japon (2)
- Chapitre 10 - La société du Dragon noir (1)
- Chapitre 11 - La société du Dragon noir (2)
- Chapitre 12 - Hongô Dangozaka (1)
- Chapitre 13 - Hongô Dangozaka (2)
- Chapitre 14 - Brouillard de guerre
- Chapitre 15 - Le véritable socialisme

### Édition japonaise
Kōdansha
1. 1 2  (ja) « Tome 1 ».
2. 1 2  (ja) « Tome 2 ».

### Édition française
Kana
1. 1 2  (fr) « Tome 1 »(Archive.org • Wikiwix • Archive.is • Google • Que faire ?).